# Шкіндер Максим Анатолійович
Максим Анатолійович Шкіндер (англ. Max Shkinder, нар. 23 травня 1986, Енергодар, Українська РСР) — український художник, митець, старший дизайнер екстер'єрів суперкарів McLaren. Народився та виріс в Україні. Працює в Лондоні.

## Життєпис
Максим Шкіндер народився 1986 року в родині інженерів-будівельників Анатолія Івановича та Валентини Миколаївни Шкіндерів. Разом із загальноосвітньою школою № 1 Енергодара, закінчив місцеву художню школу.
З 2003 до 2009 року навчався у Київській державній академії декоративно-прикладного мистецтва і дизайну імені Михайла Бойчука, де здобув ступінь бакалавра з промислового дизайну. На період навчання в інституті в 2007 році отримав разову іменну стипендію міського голови для творчої молоді м. Київ.
2007 року розпочав роботу графічним дизайнером у «Scholz & Friends».
2008 року пройшов літній курс у British Higher School of Art and Design, після чого потрапив того ж року на стажування у Студію Артема Лєбєдєва.
З 2009 до 2011 року навчався в інституті дизайну IED Turin Italy, вигравши грант на навчання, де отримав диплом магістра з дизайну автомобілів. Серед викладачів школи дизайну IED були чинні дизайнери Pininfarina, Bertone, ItalDesign, Alfa-Romeo, Maserati і Ferrari.
З 2011 до 2014 року працював дизайнером екстер'єрів автомобілів Skoda для Volkswagen Group у Празі та Млада Болеслав, Чехія під керівництвом Йозефа Кабана (Jozef Kaban) — теперішнього шеф-дизайнера екстер'єрів Volkswagen. Там він долучився до створення нового образу автомобілів Skoda, виконаних у стилі кристалічної архітектури із пластикою «натягнутих» поверхонь, а також розробив частину концепту нової марки Skoda — Mission L та частково Skoda Superb 3 generation.
У 2014 році Максим, отримав пропозицію від Land Rover та McLaren і дотепер працює старшим дизайнером екстер'єрів автомобілів McLaren.
Веде власний блог на Youtube «Гонщик», а також Instagram, де ділиться власними ескізами спорткарів та живописом.

## Робота в McLaren
У 2015—2018 році розробив інтер'єр суперкара McLaren Senna, ціною 1 млн $. Лімітована версія в кількості 500 авто була розпродана до початку виробництва автомобіля.
2016—2018 року Максим Шкіндер розробив редизайн суперкара McLaren 600LT, який міжнародний чоловічий журнал GQ охарактеризував як вражаючий витвір мистецтва. Максим став єдиним дизайнером нової моделі.
У 2018—2019 роках розробляв дизайн екстер'єру McLaren 720S GT3 — гоночної версії суперкара 720S, підготовленої за правилами категорії GT3.

## Мистецькі проєкти
Максим взяв участь в мистецькому проєкті організованому BMW спільно із Kyiv Art Week під назвою: ART INSPIRED BY THE 8, в межах якого дизайнер переосмислив спорткар BMW THE 8 (BMW M850і xDrive) оформивши його у власному візуальному стилі. Автомобіль та проєкт в цілому були представлені в ході міжнародного фестивалю сучасного мистецтва Kyiv Art Week. Автомобіль також отримав назву the Essence, через свій незвичайний дизайн кузова, а на саму підтримку мистецького проекту була запущена ініціатива #bmwartchallenge в соціальних мережах, в рамках якої кожен бажаючий міг поділитися своїм баченням художньої графіки для THE 8.

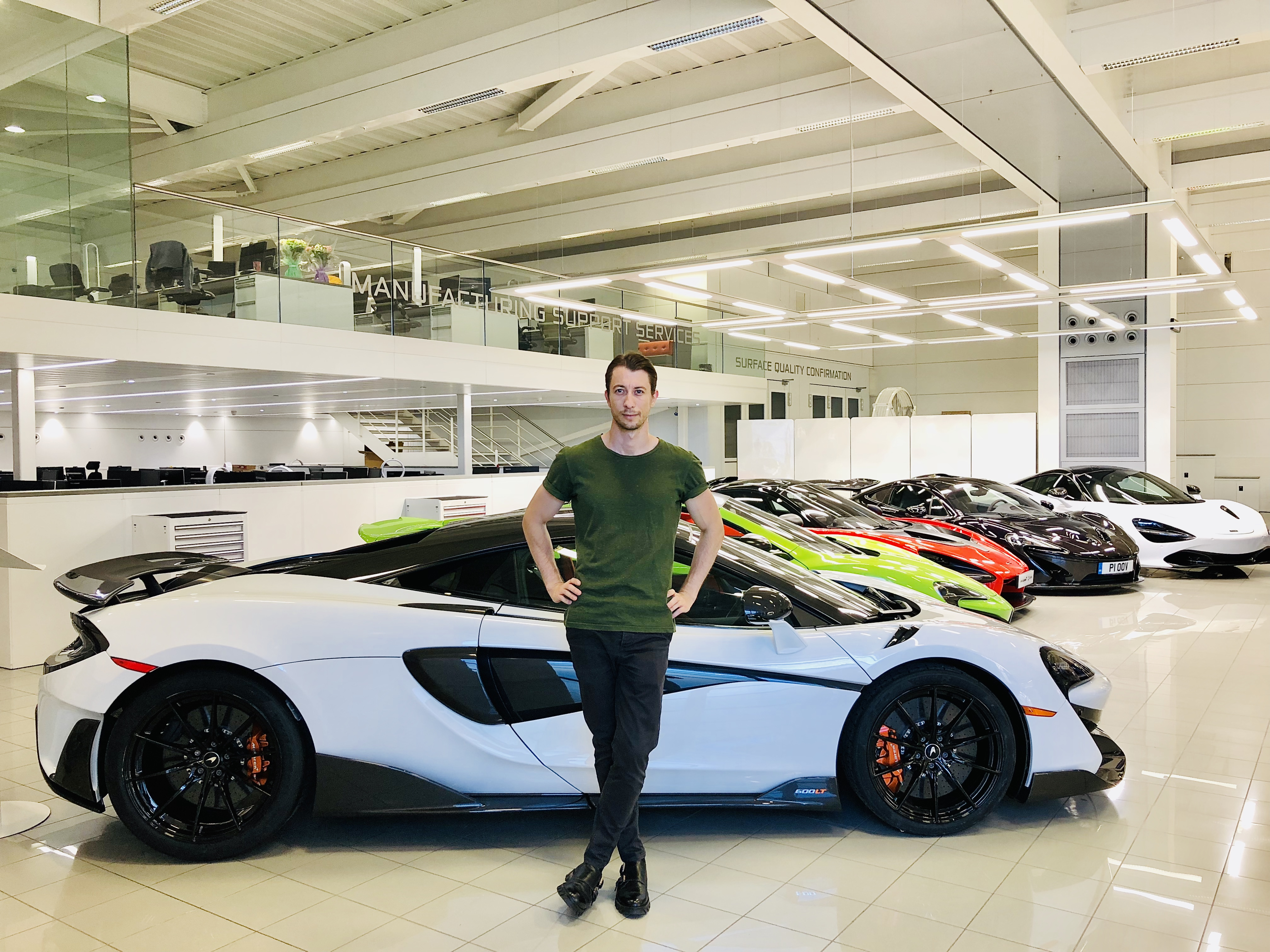

Максим Шкіндер є автор ідеї "KRAINA Shooting brake Coupe". Група українських дизайнерів об'єдналися та розробили проєкт електросуперкара. Це некомерційний і не інженерний, а суто концептуальний проєкт. Розробники електромобіля надали візуалізацію ідеї без технічних чи експлуатаційних характеристик. Мета проєкту — об'єднатися як група однодумців та створити український електромобіль із конкурентоспроможним дизайном.

## Досягнення
2008 року здобув 3-тє місце на конкурсі TANCHER DESIGN AWARD 2008 із проектом телефона-комунікатора Transformer.
2015 року потрапив до списку 30 найуспішніших молодих українців віком до 30 років за версією Forbes Україна.
За версією британського журналу EVO розроблена Максимом McLaren 600LT отримала звання автомобіля 2018 року.

## Фотогалерея

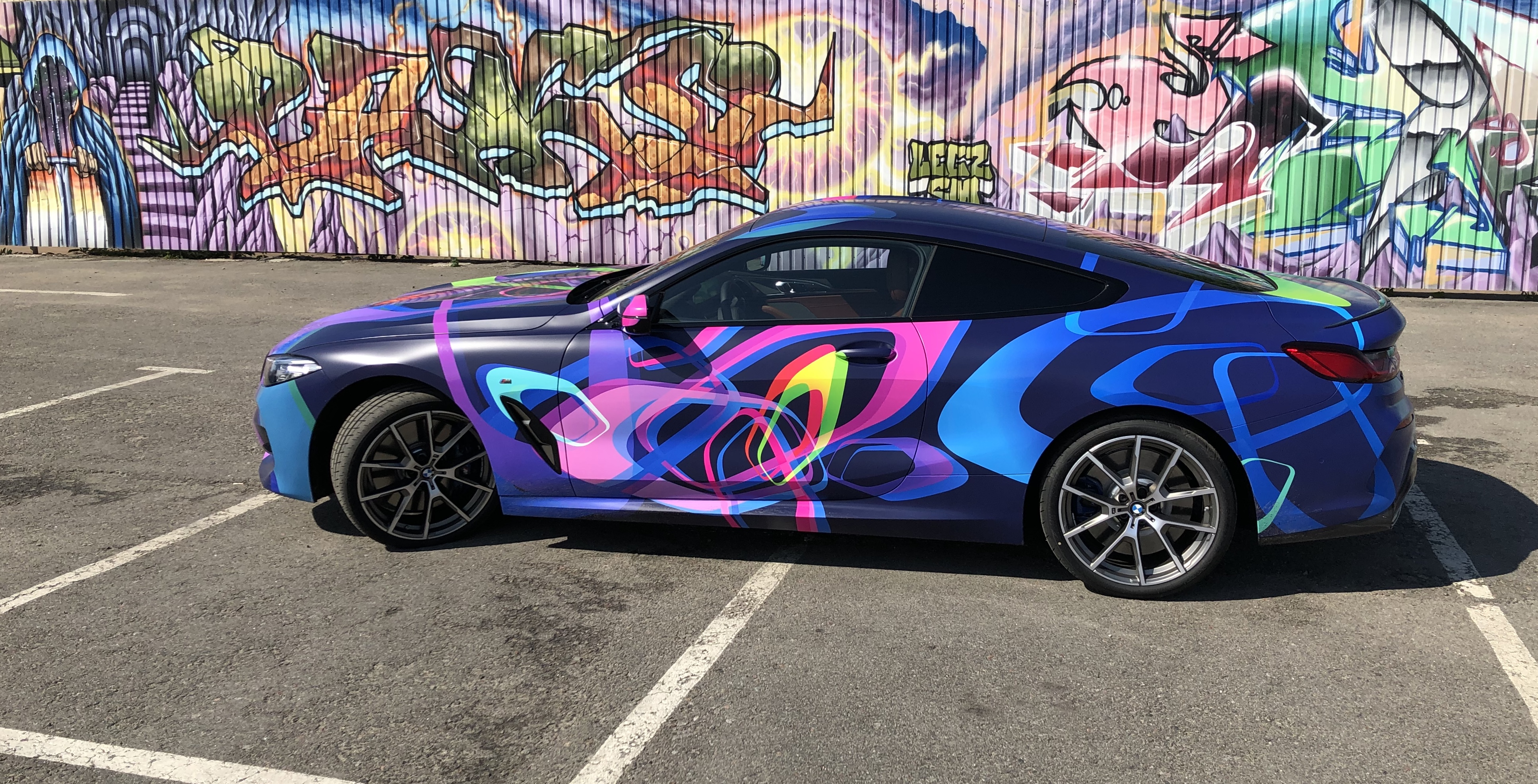
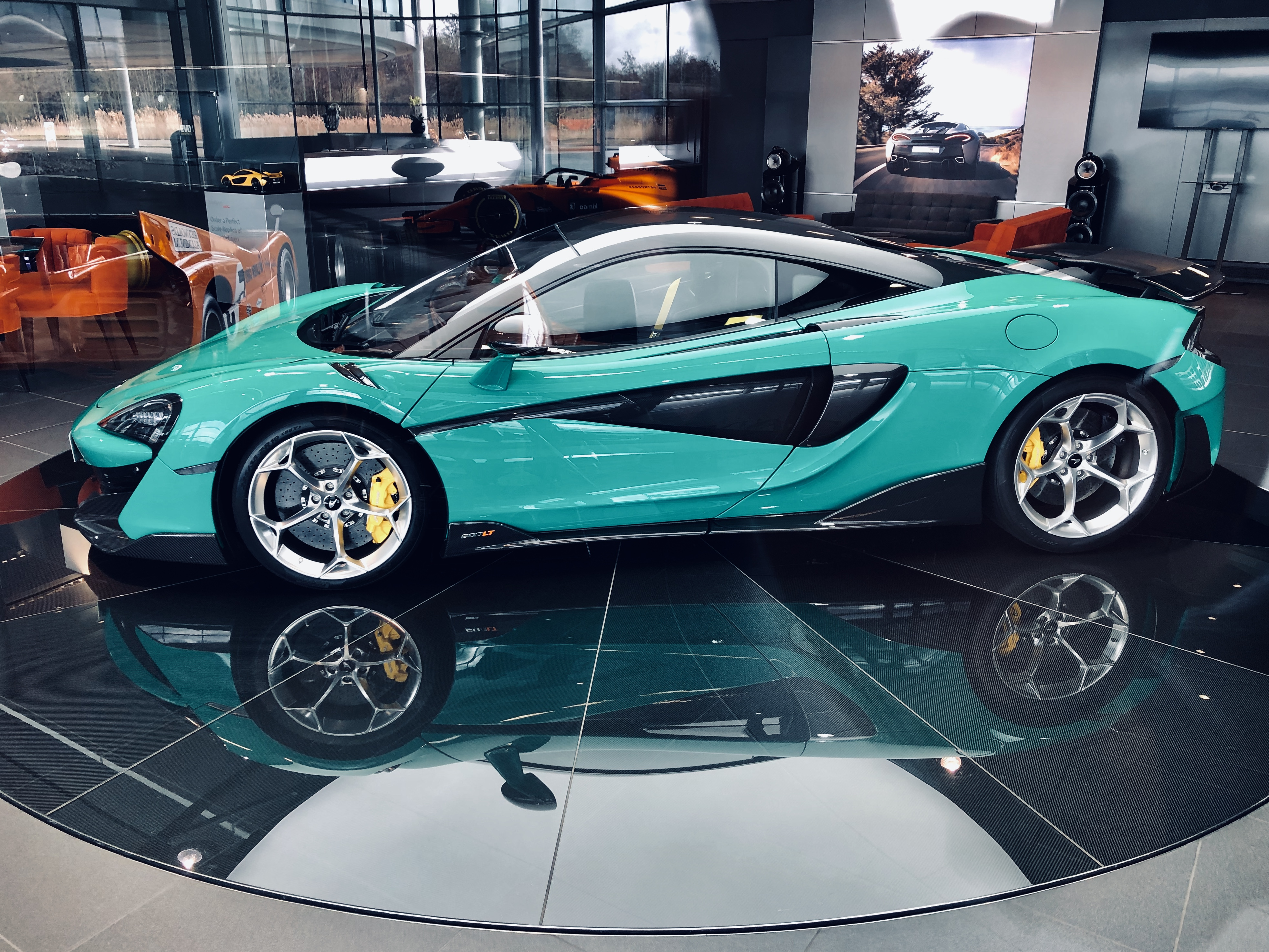
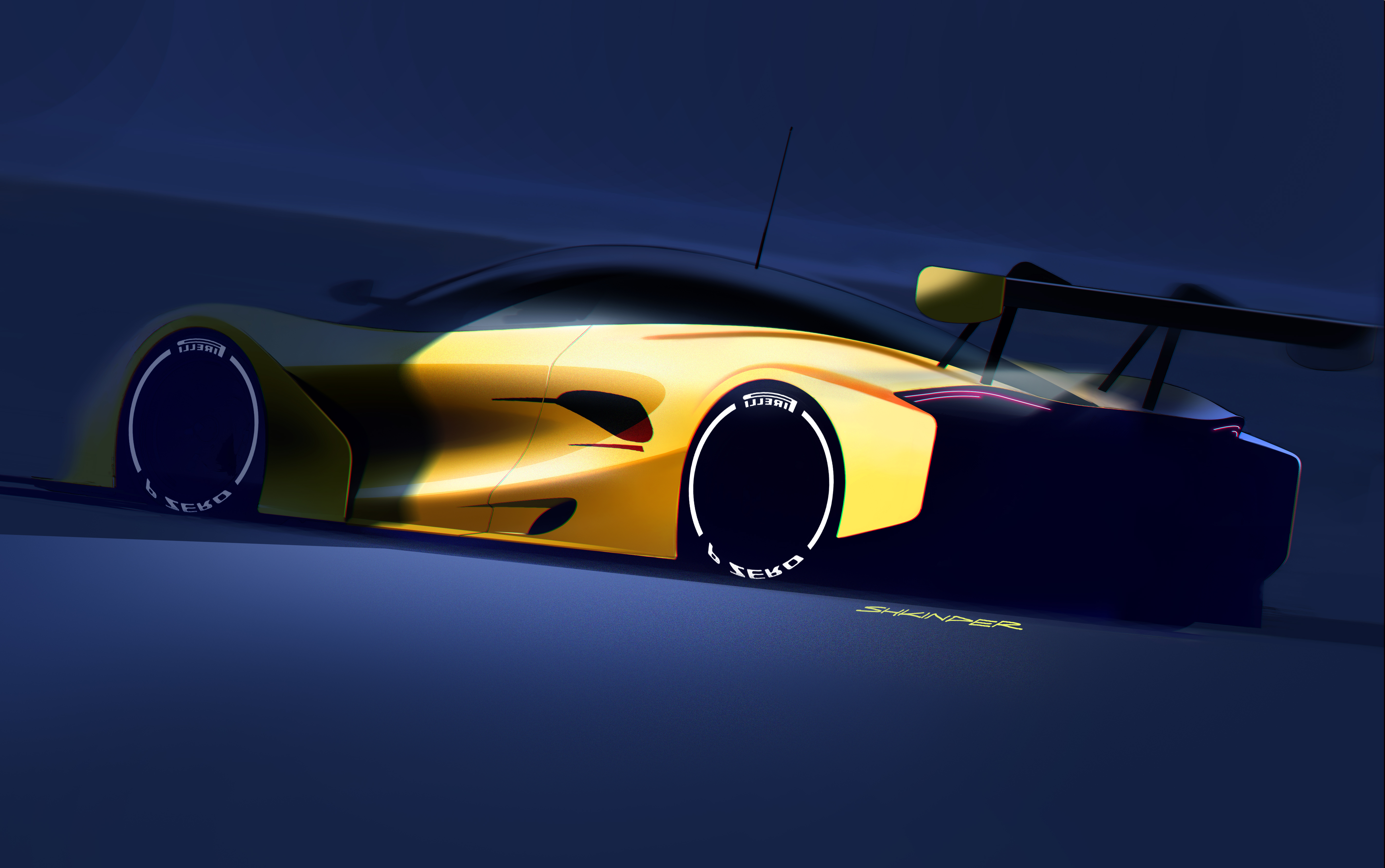
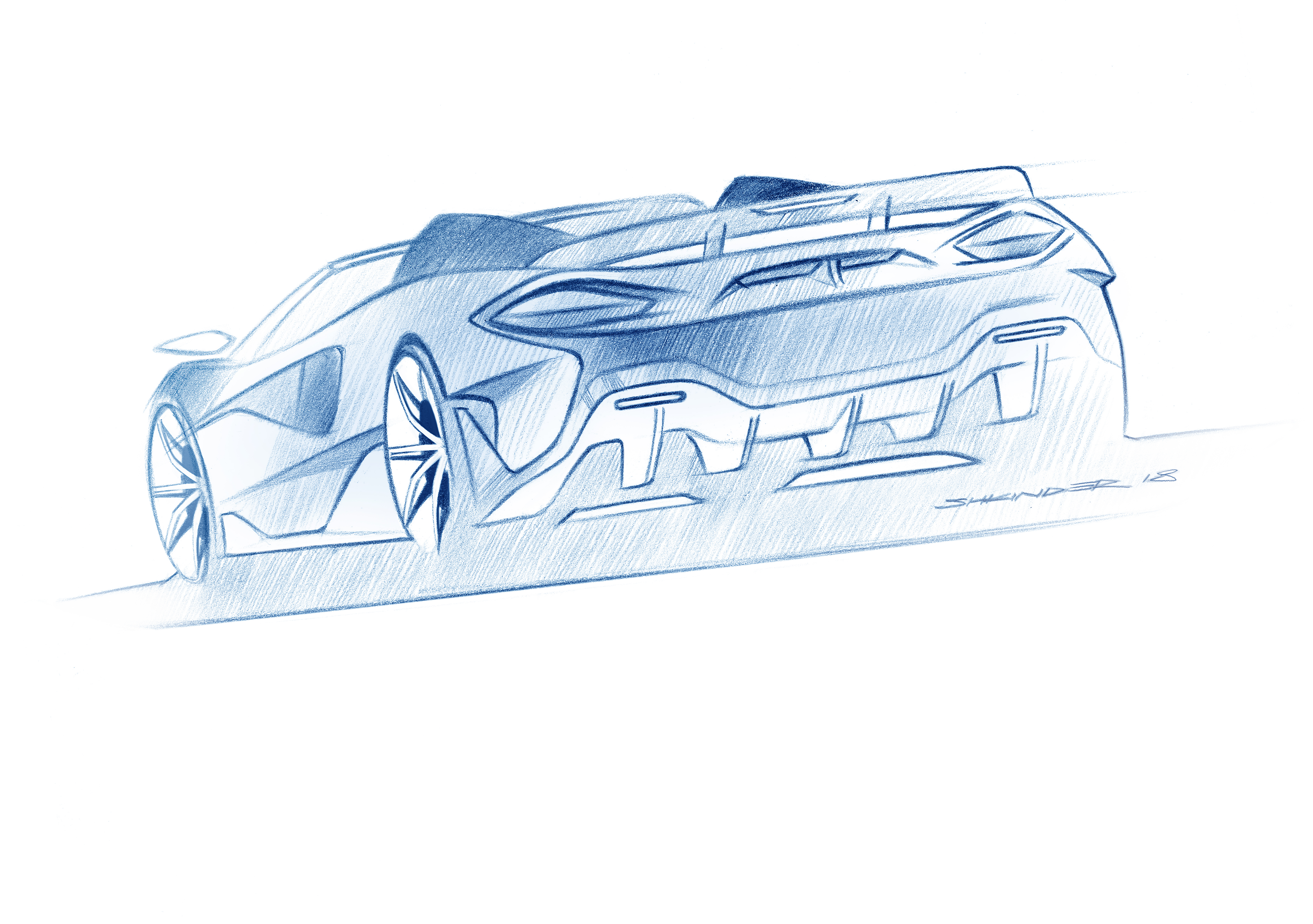
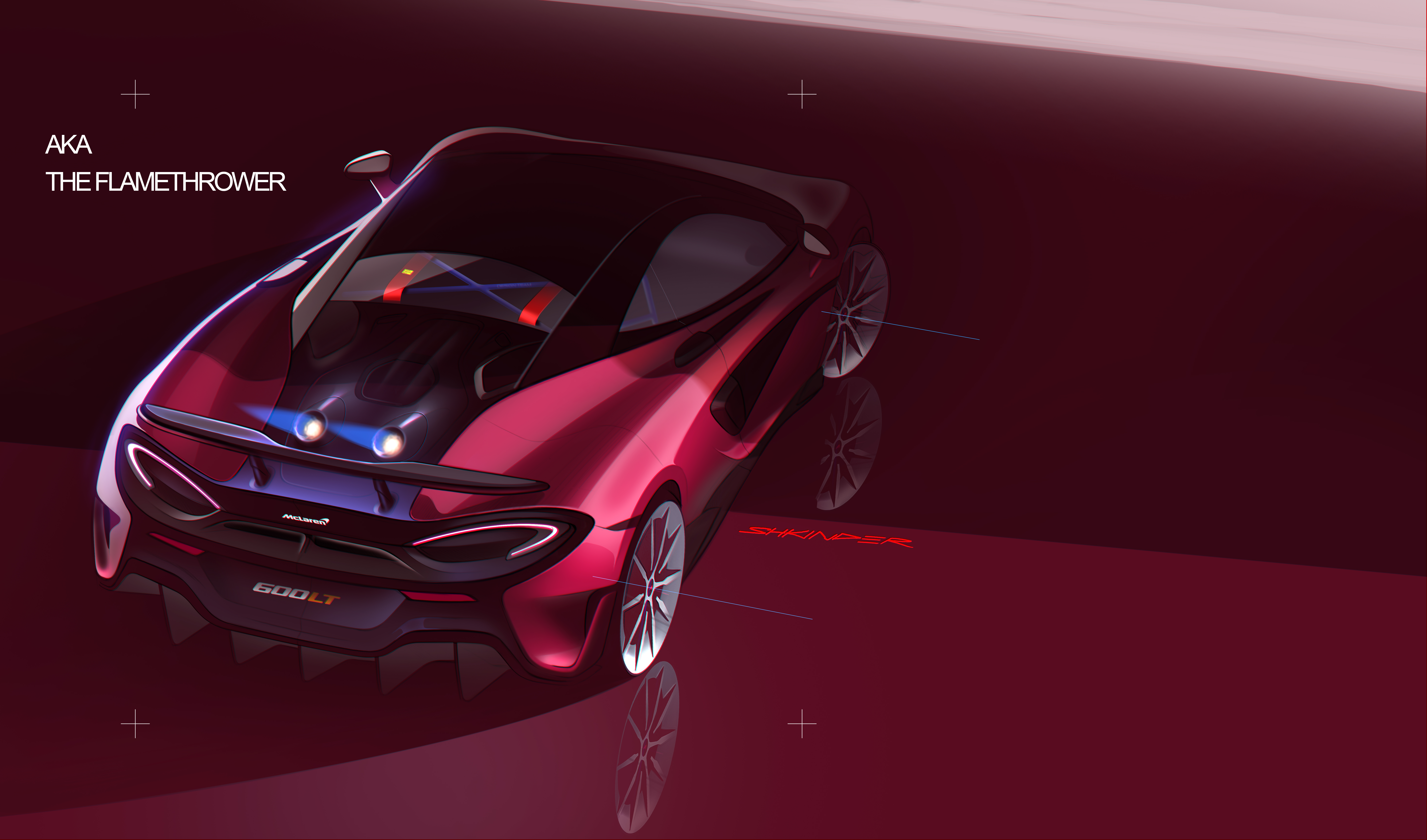
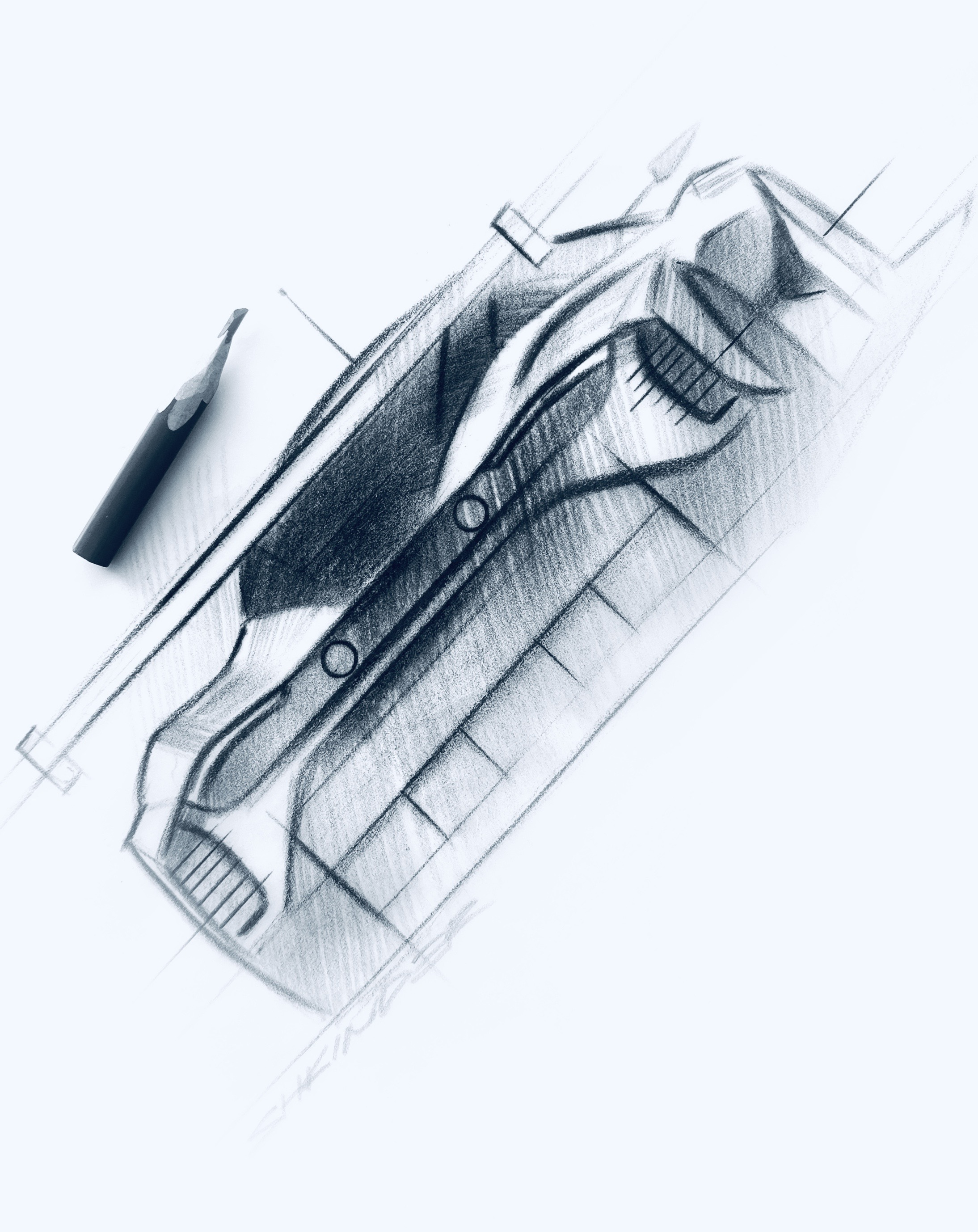
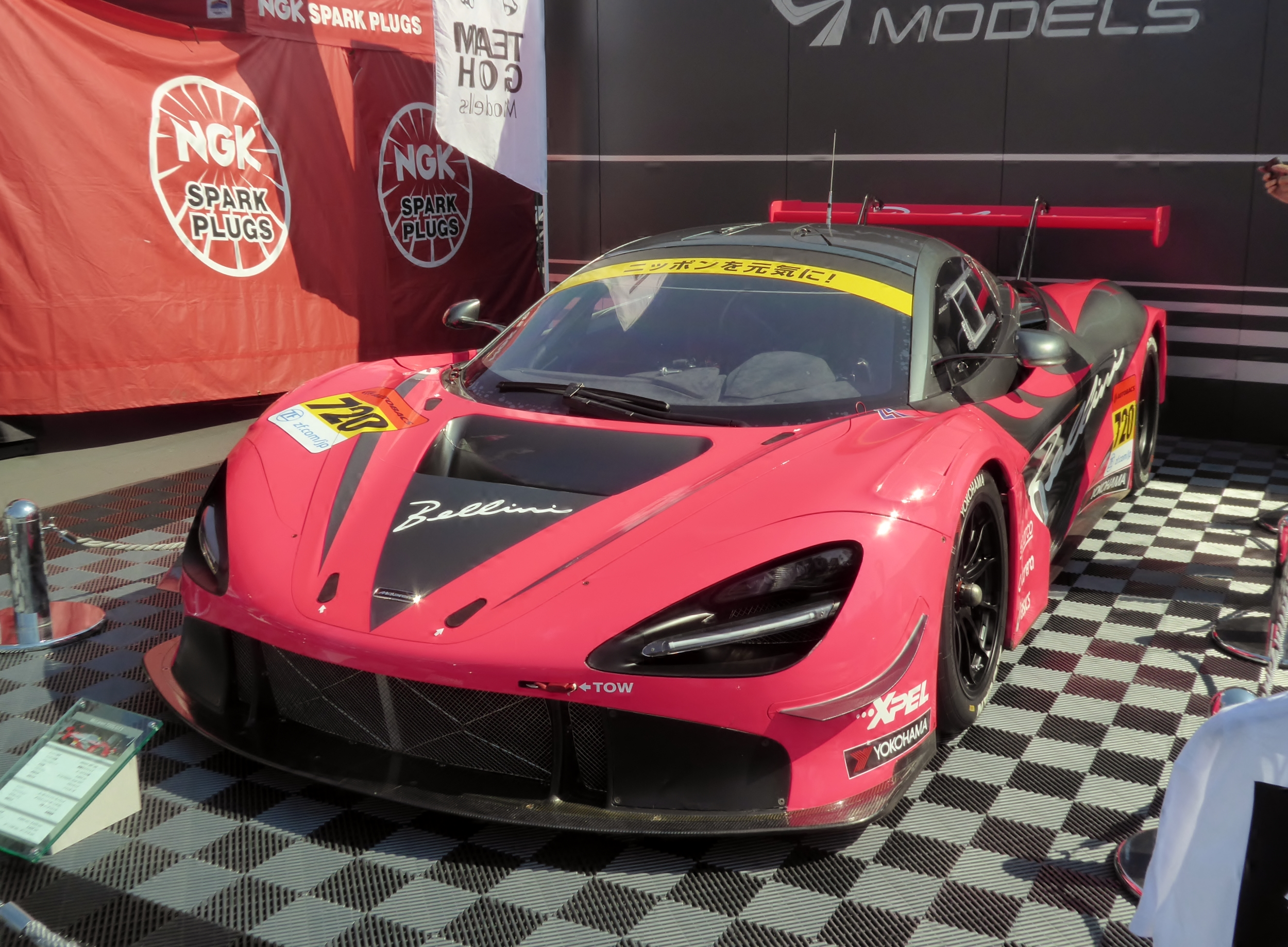